# 现任中国共产党广东省地级行政区委员会书记列表

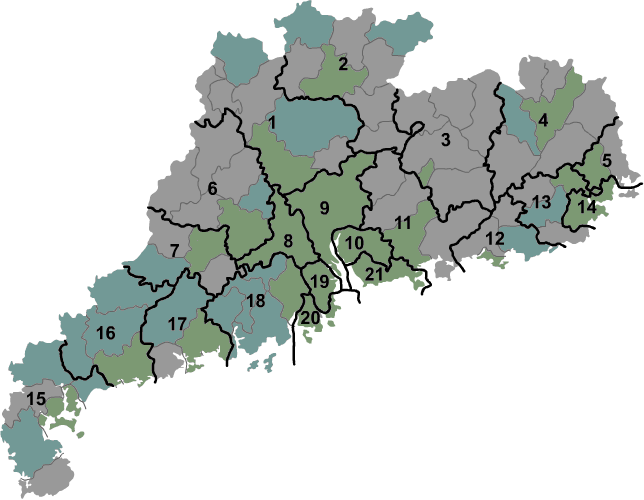
以廣東省地級行政區來劃分，
具體請見：「廣東省」條目，
「行政區劃」章節

本列表列出中国共产党广东省21个地级行政区委员会的现任书记。該省的2個副省级市、19个地級市的市委书记均是該市政治建制內的实际最高负责人，被称为“一把手”。
现任地级行政区党委书记中，任职时间最长的是中国共产党清远市委员会书记殷昭举，自2020年9月14日起担任市委书记，迄今4年6个月；任职时间最短的是中国共产党东莞市委员会书记韦皓，自2024年10月26日起担任市委书记，迄今4个月。

## 副省級市市委书记
| 中共副省级市市委 （历任书记）           | 市委书记 | 上任日期 （任职时间）       | 出生年月            | 信息源 |
| --------------------------------------- | -------- | --------------------------- | ------------------- | ------ |
| 中国共产党广州市委员会 （市委书记列表） | 郭永航   | 2023年6月16日 （1年9个月）  | 1965年10月 （59歲） | [ 1 ]  |
| 中国共产党深圳市委员会 （市委书记列表） | 孟凡利   | 2022年4月19日 （2年11个月） | 1965年9月 （59歲）  | [ 2 ]  |

## 地級市市委书记
| 中共地级市市委 （历任书记）             | 市委书记 | 上任日期 （任职时间）       | 出生年月            | 信息源 |
| --------------------------------------- | -------- | --------------------------- | ------------------- | ------ |
| 中国共产党珠海市委员会 （市委书记列表） | 陈勇     | 2023年9月7日 （1年6个月）   | 1974年1月 （51歲）  |        |
| 中国共产党汕头市委员会 （市委书记列表） | 温湛滨   | 2021年8月18日 （3年7个月）  | 1971年1月 （54歲）  | [ 3 ]  |
| 中国共产党佛山市委员会 （市委书记列表） | 唐屹峰   | 2024年10月25日 （4个月）    | 1973年1月 （52歲）  |        |
| 中国共产党韶关市委员会 （市委书记列表） | 陈少荣   | 2022年8月11日 （2年7个月）  | 1968年11月 （56歲） | [ 4 ]  |
| 中国共产党湛江市委员会 （市委书记列表） | 余钢     | 2024年10月8日 （5个月）     | 1969年4月 （55歲）  |        |
| 中国共产党肇庆市委员会 （市委书记列表） | 张爱军   | 2021年11月28日 （3年3个月） | 1970年4月 （54歲）  | [ 5 ]  |
| 中国共产党江门市委员会 （市委书记列表） | 陈岸明   | 2021年7月21日 （3年8个月）  | 1968年6月 （56歲）  | [ 6 ]  |
| 中国共产党茂名市委员会 （市委书记列表） | 庄悦群   | 2022年8月12日 （2年7个月）  | 1969年8月 （55歲）  | [ 7 ]  |
| 中国共产党惠州市委员会 （市委书记列表） | 刘吉     | 2021年10月25日 （3年4个月） | 1969年5月 （55歲）  | [ 8 ]  |
| 中国共产党梅州市委员会 （市委书记列表） | 马正勇   | 2021年10月24日 （3年4个月） | 1973年1月 （52歲）  | [ 9 ]  |
| 中国共产党汕尾市委员会 （市委书记列表） | 逯峰     | 2022年8月18日 （2年7个月）  | 1972年1月 （53歲）  | [ 10 ] |
| 中国共产党河源市委员会 （市委书记列表） | 何国森   | 2023年9月8日 （1年6个月）   | 1969年8月 （55歲）  |        |
| 中国共产党阳江市委员会 （市委书记列表） | 卢一先   | 2023年8月3日 （1年7个月）   | 1970年7月 （54歲）  | [ 11 ] |
| 中国共产党清远市委员会 （市委书记列表） | 殷昭举   | 2020年9月14日 （4年6个月）  | 1972年7月 （52歲）  | [ 12 ] |
| 中国共产党东莞市委员会 （市委书记列表） | 韦皓     | 2024年10月26日 （4个月）    | 1971年10月 （53歲） |        |
| 中国共产党中山市委员会 （市委书记列表） | 郭文海   | 2021年10月24日 （3年4个月） | 1968年11月 （56歲） | [ 13 ] |
| 中国共产党潮州市委员会 （市委书记列表） | 何晓军   | 2021年8月18日 （3年7个月）  | 1972年7月 （52歲）  | [ 14 ] |
| 中国共产党揭阳市委员会 （市委书记列表） | 曾风保   | 2024年10月8日 （5个月）     | 1971年8月 （53歲）  |        |
| 中国共产党云浮市委员会 （市委书记列表） | 卢荣春   | 2021年7月21日 （3年8个月）  | 1967年9月 （57歲）  | [ 15 ] |